# Châmundâ

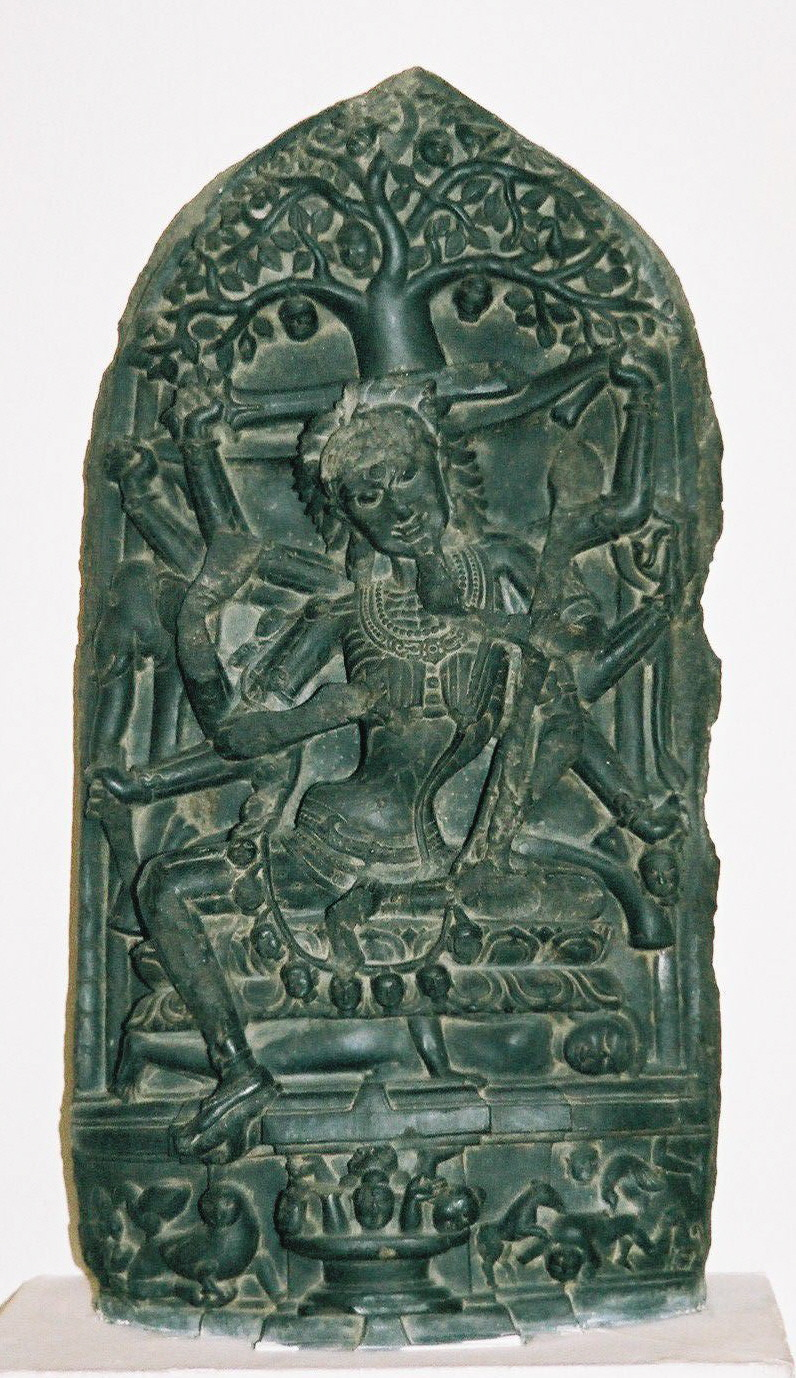
La déesse Chamunda, représentation du du National Museum de Delhi.

Dans l'hindouisme, Châmundâ (Sanskrit: चामुण्डा, IAST: Cāmuṇḍā) est une déesse sanguinaire qui accepte les sacrifices humains ; il s'agit, bien sûr, d'une métaphore où le dévot sacrifie son égoïsme humain à la Déesse, pour renaître en tant que brahmane libéré du cycle des réincarnations (dvija, « deux fois né », est un titre brahmanique prouvant la renaissance salvatrice grâce à la connaissance védique) ; Tchâmoundâ est une émanation de Dourga, la Nature toute-puissante justicière ; d'après le Mârkandéya Pourâna, elle détruit les génies, et se présente ainsi : « Du front de la Mère aux sourcils froncés sort une déesse noire, terrible à voir. Elle porte une épée, un lacet, une lourde massue et, autour de son cou, un collier  têtes de morts. Desséchée, vieille et hideuse, elle est vêtue d'une peau d'éléphant [peau d'éléphant symbolisant psychologiquement le désir incestueux de tout fils, envers sa mère, durant une brève période de sa tendre jeunesse]. La bouche ouverte, les yeux injectés de sang, elle emplit de ses cris les quatre coins du ciel » . 
Elle est aussi assimilée à Kâlî, déesse du temps ; et représentée avec un aspect squelettique, les seins pendants, le ventre creux.
Elle fait parfois partie des Sapta Mâtrikâ, les sept Mères créées pour aider Dourga dans sa lutte contre les asura ou démons.
Châmundâ figure également dans certains récits indépendamment des mères ; elle est alors parfois associée à Virabhadra ou à Bhairava.
On la représente généralement dotée d'une épée ou d'un trident et d'une tête coupée. Figurant en tant que divinité secondaire sur les temples de l'époque médiévale, elle fait également l'objet d'un culte en tant que divinité principale dans certains temples shaktas (par exemple au Vaital Deul de Bhubaneswar) et occupe une place privilégiée dans les temples dédiés aux yoginis (en).
Une des légendes de Chamunda raconte qu'elle avait dansé un soir si sauvagement que des flammes sortirent de ces yeux. Celles-ci auraient pu détruire la Terre; alors des goblins l'encerclèrent pour calmer sa fureur.